# John Davies (Leichtathlet, 1938)

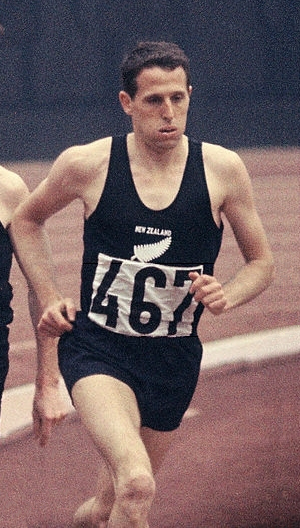
John Davies

John Llewellyn Davies (* 25. Mai 1938 in London; † 21. Juli 2003 in Auckland) war ein neuseeländischer Leichtathlet und Gewinner einer olympischen Bronzemedaille.
Davies wurde in London als Sohn walisischer Eltern geboren und zog 1953 mit seiner Familie nach Neuseeland, wo er zunächst in Otago und dann in Tokoroa lebte. Dort gründete er mit Sportkameraden den Tokoroa Track Club, beruflich war er in der Öffentlichkeitsarbeit für NZ Forest Products tätig.
Seine Hauptdisziplin war der 1500-Meter-Lauf, womit er bei den Olympischen Spielen 1964 in Tokio die Bronzemedaille gewann. Zwei Jahre zuvor gewann er bei den British Empire and Commonwealth Games in Perth die Silbermedaille über eine Meile. Davies musste seine eigene sportliche Karriere verletzungsbedingt vor den Commonwealth Games 1966 vorzeitig aufgeben, er wurde gemeinsam mit Peter Snell von Arthur Lydiard trainiert.
Nach seiner aktiven Laufbahn als Sportler startete er eine Karriere als Trainer von Mittel- und Langstreckenläufern, so auch des späteren Silbermedaillen-Gewinners über 5000 Meter Dick Quax sowie von Toni Hodgkinson, der Finalistin über 800 Meter bei den Olympischen Spielen 1996. 1987 und 1991 gehörte er zu den Trainern der neuseeländischen Mannschaft bei den Leichtathletik-Weltmeisterschaften, 1988 gehörte er dem Trainerstab der neuseeländischen Olympiamannschaft an. Von 1985 bis 1991 war er Nationaltrainer der Langläufer.
Über drei Jahrzehnte berichtete Davies auch als Kommentator im Fernsehen von Leichtathletikveranstaltungen, Commonwealth Games und Olympischen Spielen, auf für Zeitungen schrieb er zu diesen Anlässen Artikel. Zusammen mit anderen organisierte er Laufveranstaltungen mit Läufern wie Ron Clarke und Kip Keino in Neuseeland. Ab 1988 gehörte er dem Organisationskomitees für die Commonwealth Games 1990 in Auckland, Neuseeland, an. Zu Beginn der 1990er Jahre war er in der Leitung des neuseeländischen Leichtathletikverbandes aktiv. Im Oktober 2000 wurde Davies in Nachfolge von Sir David Beattie zum Präsidenten des New Zealand Olympic Committee (NZOC) gewählt.
1990 wurde er als Member in den Order of the British Empire aufgenommen. Wenige Wochen vor seinem Tod wurde er für seine Verdienste um den olympischen Sport in Neuseeland mit der Leonard A Cuff Medal ausgezeichnet.